# Euryhapsis fuscipropes
Euryhapsis fuscipropes is een muggensoort uit de familie van de dansmuggen (Chironomidae). De wetenschappelijke naam van de soort is voor het eerst geldig gepubliceerd in 1992 door Saether & Wang.